# 渋谷清視
渋谷 清視（しぶや きよみ、1929年11月21日 - ）は、日本の児童文化評論家。日本児童文学者協会会員。

## 来歴・人物
京都府綾部市生まれ。兵庫県豊岡市で育ち、兵庫県立豊岡中学校卒、立命館大学予科中退、豊岡市内の小学校に勤務。53年上京、業界紙記者ののち、教育雑誌編集部に勤務、57年文学教育の会創立に参加（のち日本文学教育連盟）、常任委員（事務局長）を務める。

## 著書
- にっぽん子どもの詩 父母と教師のための 鳩の森書房 1969
- 父母と教師のための子どもの本のひろば 幼児から中学生までに何をどう読ませるか 有信堂 1971
- 国語教科書と文学教育 教材編成の基礎理論 鳩の森書房 1973
- 子どもの本と読書を考える 鳩の森書房 1978
- 幼児の絵本と童話30選 4－5 鳩の森書房 1978 (鳩の森文庫)
- 童謡さんぽ道 鳩の森書房 1979－80
- 幼児童話と読みきかせ  何をどう楽しませるか 鳩の森書房 1980 (鳩の森文庫)
- 平和を考える戦争児童文学 子どもに何をどう読ませるか 一光社 1983
- 絵本と童話 子どもの心を育てる本の世界 文化書房博文社 1983
- 子どもの発達と児童文化 あゆみ出版 1984
- にっぽん子どもの詩 あゆみ出版 1984
- ゆたかな心を育む絵本・童話の選び方 文化出版局 1985
- いまこそ子どもに読書の喜びを 子どもの発達と絵本・幼年文学の世界 岩崎書店 1988 （親子読書文庫）

## 共編著
- 教師の実践記録 作文教育 本間繁輝共編 三一書房 1956
- 子どもに戦争をどう教えるか 石上正夫共編著 鳩の森書房 1969
- 子どもと文学 横谷輝共著 鳩の森書房 1970
- 講座詩の鑑賞と創作指導 下巻 渡辺増治共編 鳩の森書房 1972
- 絵本とおはなし 幼い日のよろこびとゆたかさのために 鳩の森書房 1974
- わたしのなかの子どもの本 鳩の森書房 1975
- おこってるな 小海永二共編 金の星社 1989 (えほん詩のぶらんこ)
- すうじのうた 小海永二共編 金の星社 1989 (えほん詩のぶらんこ)